# Acrelândia
Acrelândia, amtlich Município de Acrelândia, ist eine Kleinstadt im brasilianischen Bundesstaat Acre. Sie liegt im äußersten Osten des Bundesstaates circa 100 Kilometer östlich der Hauptstadt Rio Branco.

## Geschichte
Planungen für eine Besiedlung fanden seit den 1980er Jahren statt, so wurden Infrastrukturmaßnahmen getroffen, Häuser für Kolonisten aus dem Süden errichtet, Parzellen festgelegt und Kakaopflanzungen im landwirtschaftlichen Bereich angelegt. Am 28. April 1992 wurde sie durch Abtrennung von Gebieten der Gemeinden Plácido de Castro und Senador Guiomard zu einer eigenen Gemeinde mit Status eines município erhoben.
Die Gemeinde hatte im Volkszählungsahr 2022 14.021 Einwohner, die Acrelandenser genannt werden. Sie steht nach Bevölkerungszahl an 15. Stelle in Acre und hat als Städtespitznamen Princesinha do Acre (die kleine Prinzessin Acres). Die Einwohnerzahl wurde nach der Schätzung des IBGE 2024 auf 14.657 Bewohner anwachsend berechnet. Die Fläche betrug zunächst 1574,55 km² und durch weitere kleine Gebietsreformen inzwischen 1807,948 km²; die Bevölkerungsdichte liegt bei 7,7 Personen pro km². Das Gemeindegebiet nimmt 1,1 % der Fläche des Bundesstaates ein.
Im Norden bildet sie eine gerade Grenze zu den Bundesstaaten Amazonas und Rondônia, im Osten ist sie Grenzgebiet zu Bolivien, wobei der Río Abuná den Grenzfluss bildet. Noch weiter östlich geht das Gelände in die Beni-Tieflandebene in Bolivien über. Nächstgelegene Städte sind im Südwesten Plácido de Castro und im Westen Senador Guiomard.
Mit den Gemeinden Bujari, Capixaba, Plácido de Castro, Porto Acre, Rio Branco und Senador Guiomard bildet sie seit 2017 die geostatistische Região geográfica imediata Rio Branco, diese wiederum bildet mit den Regionen Brasileia und Sena Madureira die Região geográfica intermediária Rio Branco.

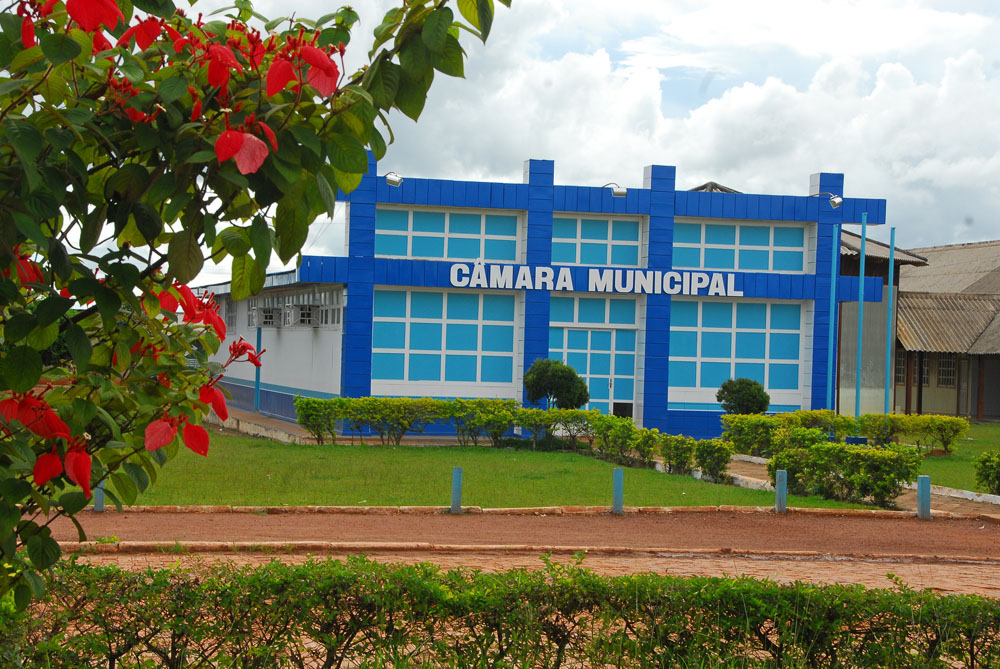
Gebäude der Câmara Municipal

## Stadtverwaltung
Stadtpräfekt (Exekutive) ist nach der Kommunalwahl 2016 für die Amtszeit 2017 bis 2020 Ederaldo Caetano de Sousa des Partido Socialista Brasileiro (PSB), die Legislative liegt bei der Câmara Municipal, der Stadtverordnetenkammer. Der Ort ist gleichzeitig Sitz des gleichnamigen Distrikts.

## Verkehr
Von Südwesten von Rio Branco herkommend führt die BR-364 nach Norden durch Acrelândia mit einer Zollstation zu Rondônia und dort weiter südöstlich bis São Paulo.